# Neujahrsblatt

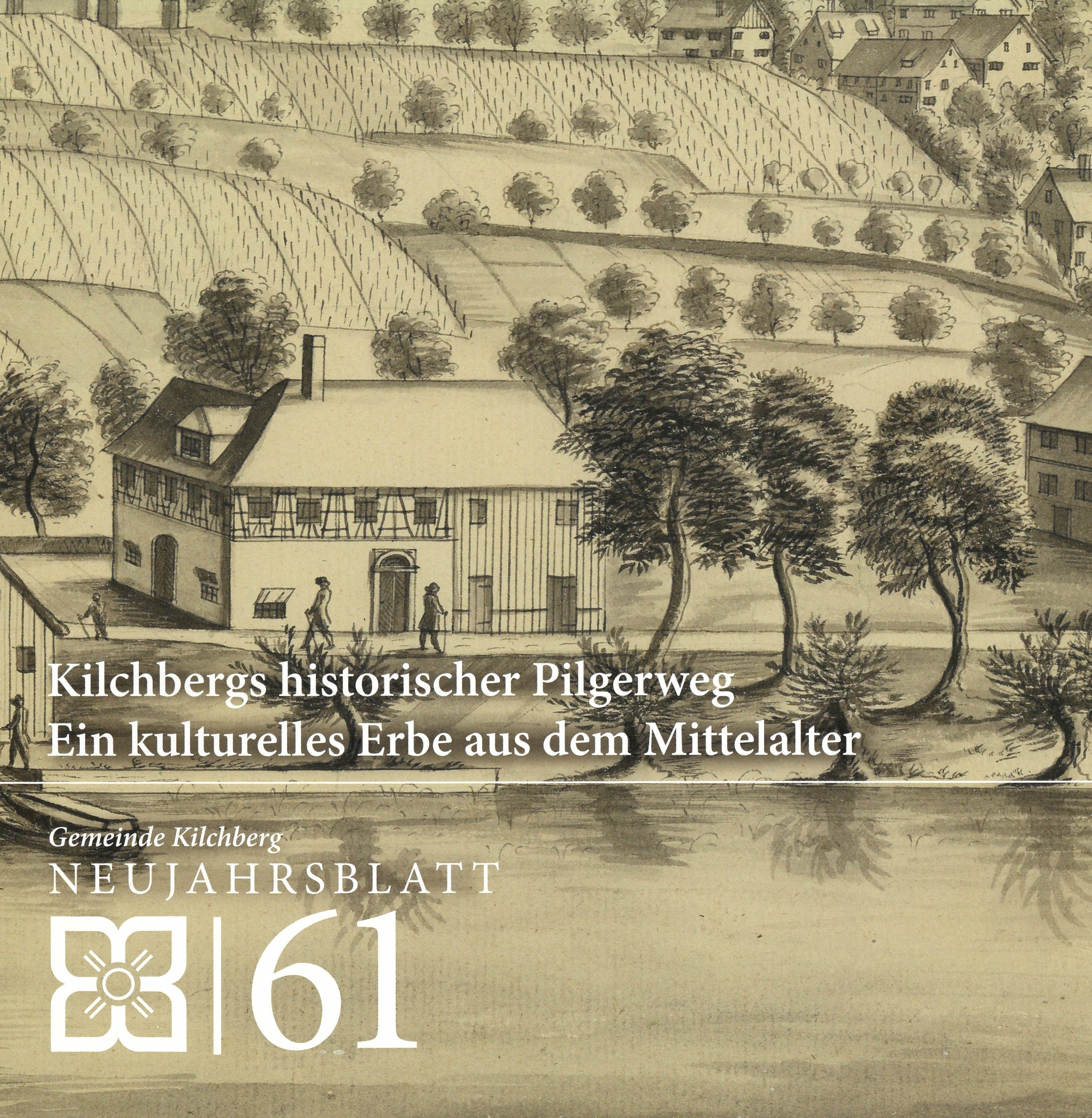
Umschlag des Neujahrsblatts 61 2019/2020 der Gemeinde Kilchberg (Abbildung alter Pilgerweg durch Kilchberg, gezeichnet im Jahr 1771 von Johann Jakob Hofmann)

Ein Neujahrsblatt ist eine jährlich, zur Jahreswende erscheinende Schrift mit lokalen z. T. auch regionalen Themen aus den Bereichen Ortsgeschichte, Heimatkunde, Politik, gesellschaftliches Zusammenleben oder Kultur. Neujahrsblätter bilden als Periodika ein historisch wertvolles, fortlaufendes Sammelwerk. Herausgeber sind zumeist Gemeinden und Städte, Gesellschaften oder Ortsbibliotheken. 

## Form und Erscheinungszeitpunkt
Die zumeist als Broschüre resp. Heft erscheinenden Publikationen passen sich zusätzlich und zunehmend modernen Entwicklungen an und sind in Teilen oder gänzlich online verfügbar. Traditionelles Veröffentlichungsdatum ist der 2. Januar am sogenannten Berchtoldstag.

## Bedeutung und Geschichte
Neujahrsblätter bilden eine Fundgrube zur Kulturgeschichte einer Gemeinde oder einer Stadt. Die Tradition der Herausgabe von Neujahrsblättern besteht in der Schweiz zumindest seit 1645, siehe dazu die Geschichte Neujahrsblätter der Gesellschaft zu Fraumünster.
Beispiel Bedeutung Zugerneujahrsblatt: Es gibt einen faszinierenden Einblick in das Alltagsleben sowie in die kulturelle, historische und wirtschaftliche Entwicklung der Region. Im Zentrum jeder Ausgabe steht jeweils ein Themenschwerpunkt. Ausgewiesene Autorinnen und Autoren beleuchten die Hintergründe zu aktuellen Themen, Geschichten und Ereignissen. Das Zuger Neujahrsblatt ist auf seine Weise zeitgemäss, ohne den Schlagzeilen oder dem sich schnell wandelnden Zeitgeist hinterher zu rennen. Die Beiträge regen an: zum Weiterdenken, zum Diskutieren, zum Umsetzen.

## Abgrenzung zu Heimatjahrbuch
Ein Neujahrsblatt ist inhaltliche eng verwandt mit einem (Heimat)Jahrbuch (beispielsweise Jahrbuch der Stadt Wädenswil) und unterscheidet sich von diesem vor allem im Umfang und Art der Publikation. Es existiert noch keine eigene Wikipedia-Kategorie «Neujahrsblatt». Einige Neujahrsblätter sind bisher der Kategorie:Heimatjahrbuch zugeordnet, beispielsweise:
- Balzner Neujahrsblätter
- Neujahrsblatt der Gesellschaft für das Gute und Gemeinnützige Basel (GGG)
- Oltner Neujahrsblätter